# Marc Lamothe
Marc Lamothe (* 27. Februar 1974 in New Liskeard, Ontario) ist ein ehemaliger kanadischer Eishockeytorwart, der zuletzt bis November 2010 bei den Hamburg Freezers in der Deutschen Eishockey Liga unter Vertrag stand.

## Karriere
Marc Lamothe begann seine Karriere 1991 in der Ontario Hockey League bei den Kingston Frontenacs. Beim NHL Entry Draft 1992 wählten ihn die Montréal Canadiens in der vierten Runde an der 92. Stelle aus.
1994 wechselte er schließlich in den Profibereich in die American Hockey League zu den Fredericton Canadiens, wo er nur eine Saison spielte. Von 1996 bis 1999 leif er für die Indianapolis Ice auf. In der Saison 1999/2000 absolvierte Lamothe zwei Spiele für die Chicago Blackhawks. Weitere Station in der National Hockey League waren die Detroit Red Wings von 2003 bis 2004. Insgesamt absolvierte er nur vier Spiele in der NHL, ansonsten spielte er in den unteren nordamerikanischen Ligen. 2004 kam Lamothe nach Russland zu Lokomotive Jaroslawl und brachte es in der Saison 2004/05 zu 64 Einsätzen. Nach nur einer Saison wechselte er zu Sewerstal Tscherepowez und bestritt in zwei Spielzeiten 91 Partien. Die Saison 2007/08 verbrachte der Kanadier bei SKA Sankt Petersburg. Bei Barys Astana aus Kasachstan stand der Torhüter in der Saison 2008/09 in der neu gegründeten Kontinentalen Hockey-Liga unter Vertrag.
Danach war er zunächst vertragslos, bevor er im November 2009 von den Pelicans Lahti aus der finnischen SM-liiga verpflichtet wurde. Für die Saison 2010/11 unterschrieb Lamothe einen Vertrag bei den Hamburg Freezers aus der DEL. Bereits im November 2010 wurde sein Vertrag bei den Freezers in beiderseitigem Einverständnis aufgelöst.

## Erfolge und Auszeichnungen
- 2003 AHL All-Star Classic
- 2003 AHL First All-Star Team
- 2003 Aldege „Baz“ Bastien Memorial Award
- 2003 Harry „Hap“ Holmes Memorial Award (gemeinsam mit Joey MacDonald)